# Hauptzollamt (Würzburg)

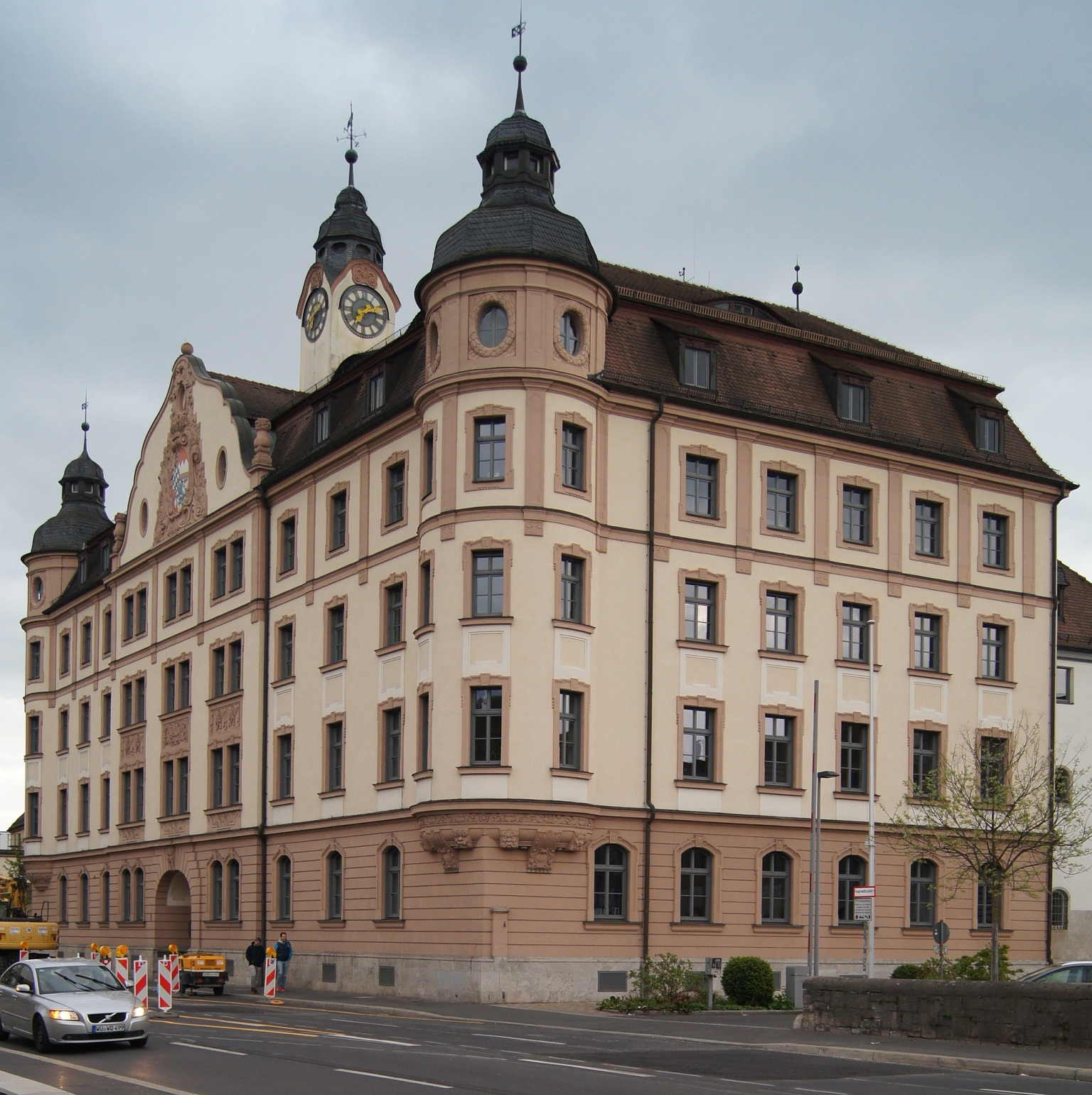
Amtsgebäude

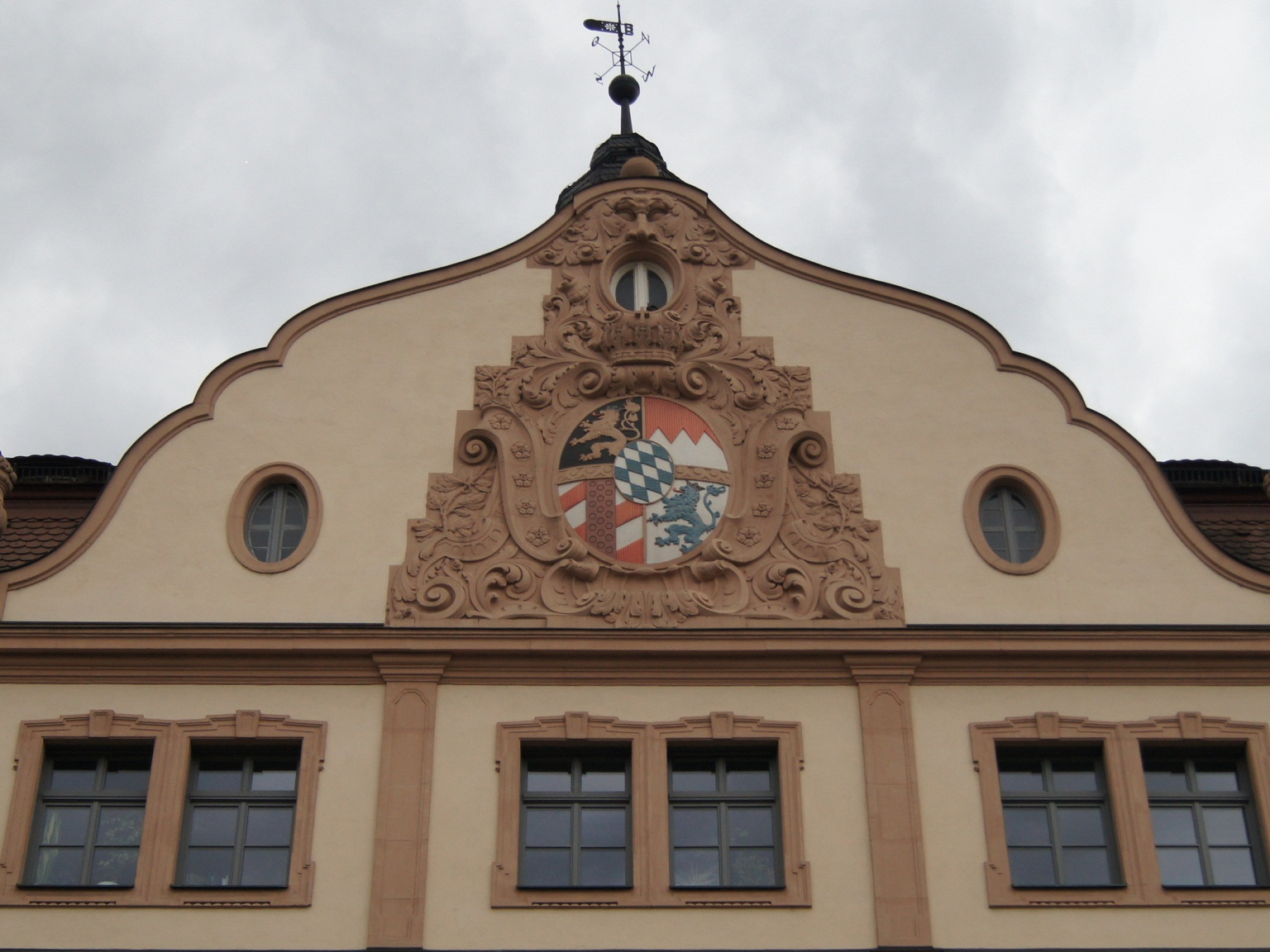
Amtsgebäude, Zwerchhaus

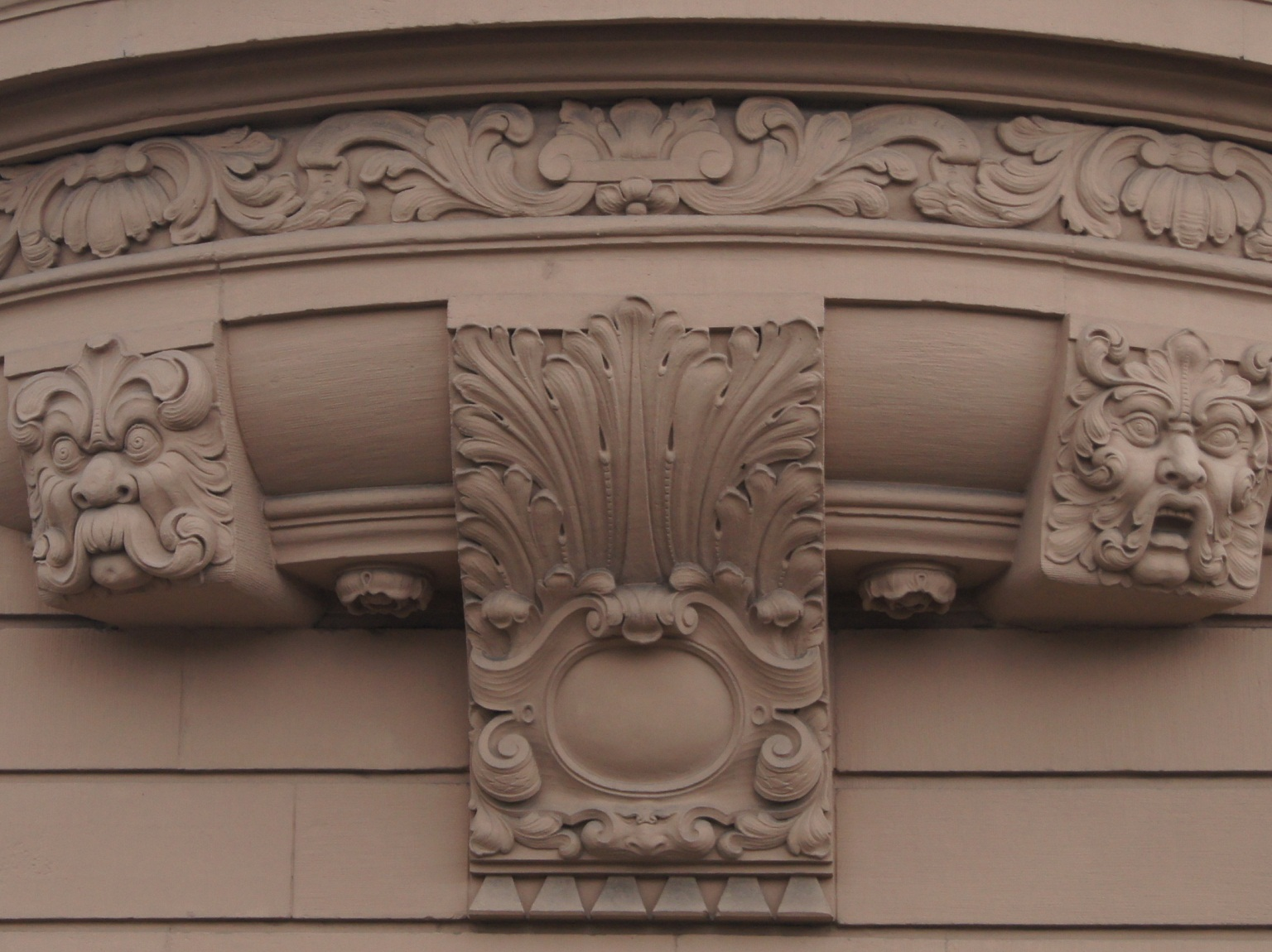
Amtsgebäude, Dekor

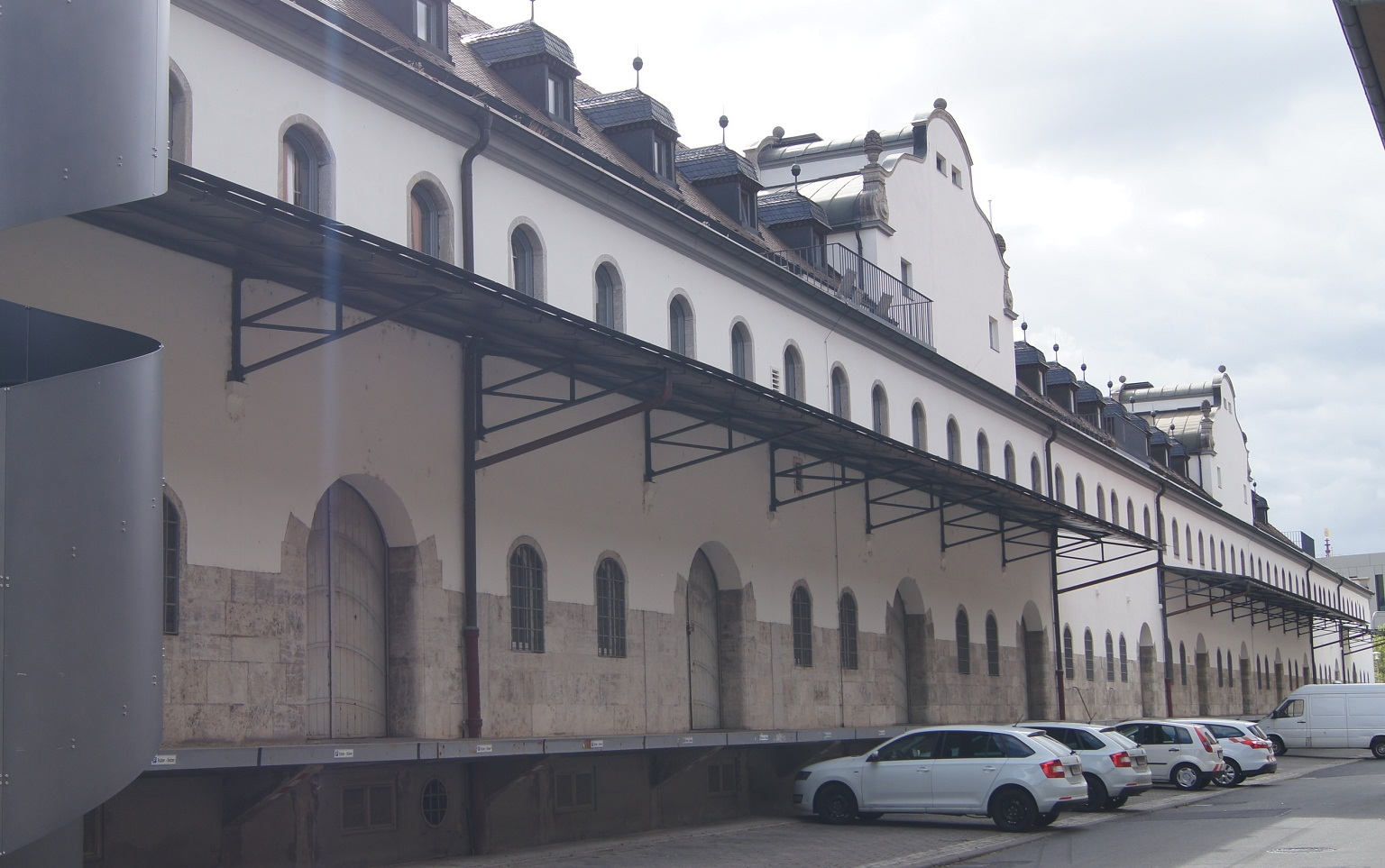
Hafenfront der Lagerhalle

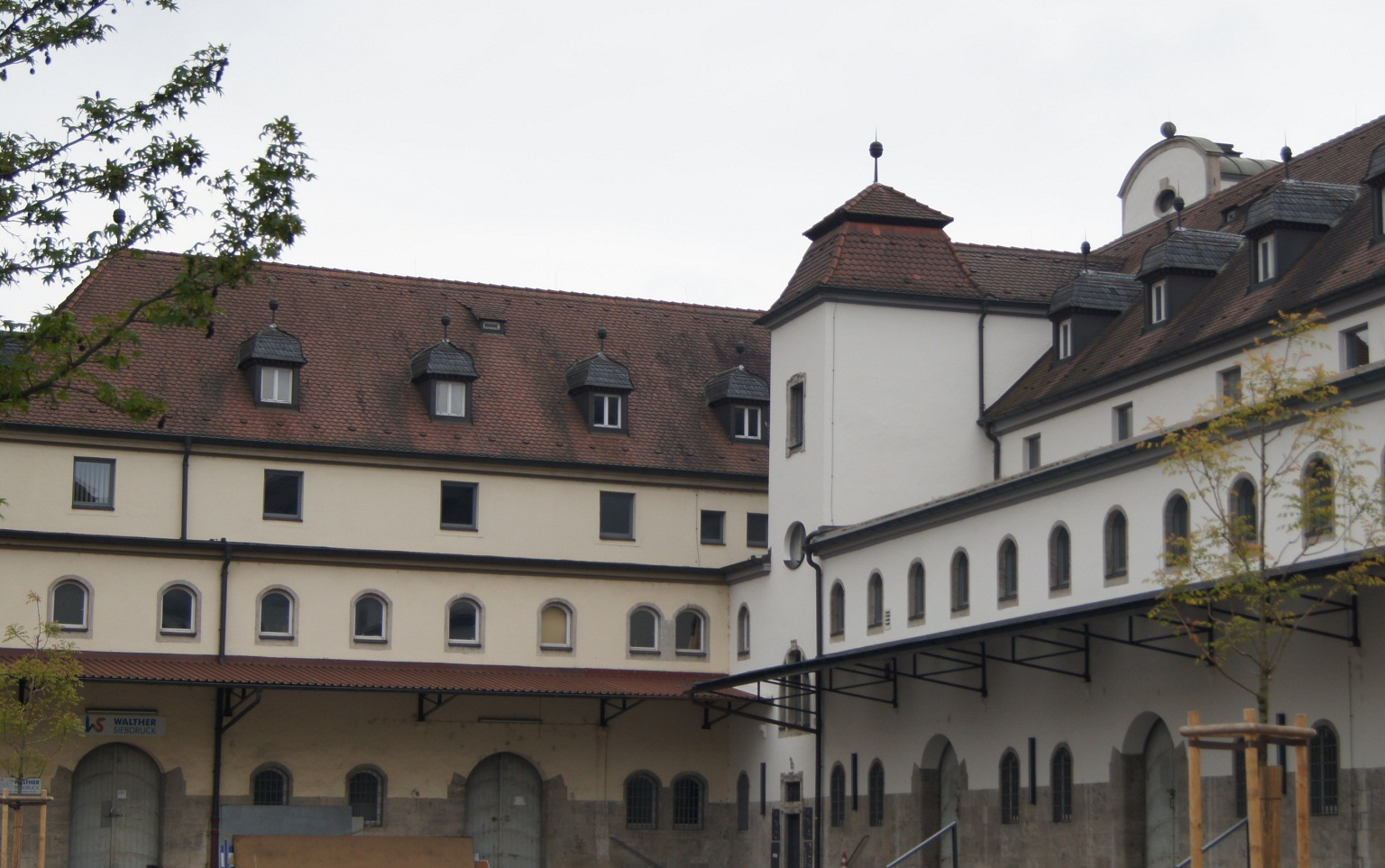
Lagerhallen am Innenhof (Teilansicht)

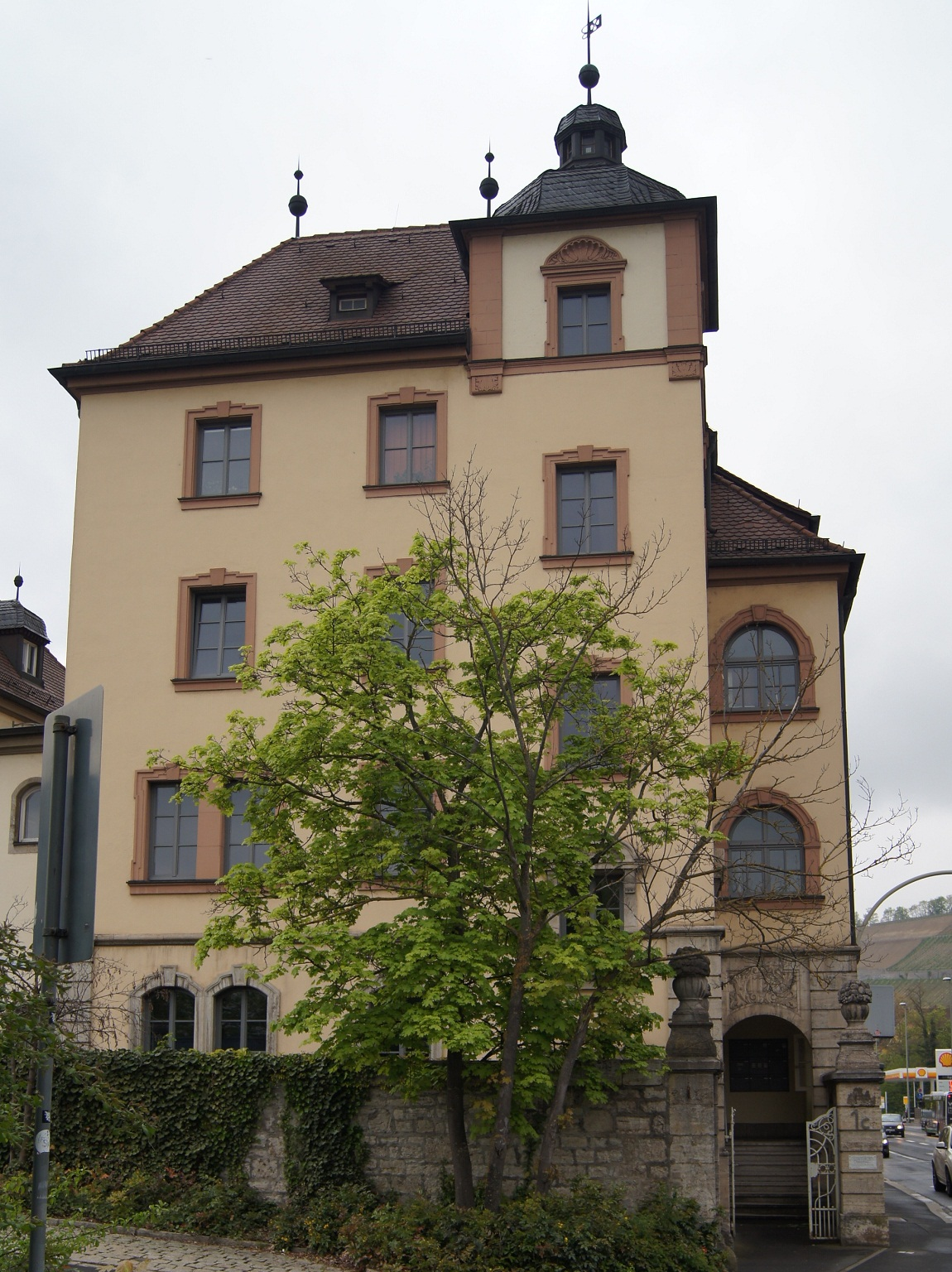
Ehemalige Dienstwohnungen

Das ehemalige Hauptzollamt in Würzburg ist ein Gebäudekomplex aus dem Jahr 1907 mit der Adresse Veitshöchheimer Straße 1–3 im Würzburger Stadtteil Äußere Pleich. Für hundert Jahre war darin das Hauptzollamt Würzburg untergebracht, heute wird es als Technisches Rathaus mit Hoch- und Tiefbauamt und städtischer Entwässerungsbetrieb genutzt. Die Bauten wurden im barockisierenden Jugendstil errichtet. Es ist ein Beispiel für die repräsentative Architektur von Amtsgebäuden der Prinzregentenzeit im Königreich Bayern.

## Geschichte
Bereits seit 1807 gab es in Bayern eine moderne Finanzverwaltung mit einer General-Zoll- und Maut-Direktion. 1819 wurde im Rahmen der Neuorganisation der königlichen Behörden nach der Verfassung des Königreichs Bayern von 1818 eine dreigliedrige Struktur aus Direktion, Hauptzollämtern und nachgeordneten Zollämtern I. und II. Klasse eingerichtet.
1903/04 wurde der Bayerische Staatshafen in Würzburg vom Floß- und Winterhafen zum Handelshafen ausgebaut. Zu gleicher Zeit wurde das damals 128 Meter lange Lagerhaus des Staatshafens, der heutige Kulturspeicher, errichtet. Der Getreidespeicher wurde durch die Hafen- und Lagerhausbetriebe der Stadt Würzburg betrieben. Der Würzburger Hauptbahnhof ist nicht weit entfernt.

### Entwurf und Nutzung
Entworfen wurden die Bauten des Zollamts vom Bauamtmann und späteren Oberbaurat Wilhelm Förtsch (1878–1945) Nach ihrer Errichtung wurden sie mit den Jahreszahlen 1903 bis 1907 bezeichnet. Das Hauptzollamt nahm am 1. März 1907 seinen Betrieb auf und residierte dort bis 2007. 
Mit der Kanalisierung des Mains und der Anlage des Neuen Hafens und des Flusshafens verlagerte sich der Hafenbetrieb bis 1955 in den Westen der Stadt. Der Güterverkehr erfolgte zunehmend über die Fernstraßen. Mit der Dienststellenreform des deutschen Zolls, bei der die Dienststellen näher an die Warenströme heranrücken sollten, wurde das Hauptzollamt Würzburg am Alten Hafen zugunsten des Hauptzollamts in Schweinfurt und des neuen Zollamtes Dettelbach-Mainfrankenpark in der Nähe des Autobahnkreuzes Biebelried aufgelöst.
Die Stadt Würzburg erwarb das 8500 Quadratmeter große Areal für 3,8 Millionen Euro vom Freistaat Bayern und baute das Amtsgebäude zum Technischen Rathaus mit Hoch- und Tiefbauamt um. Die städtischen Entwässerungsbetriebe zogen in den südlichen Kopfbau ein. Auch private Mieter nutzen die Lagergebäude zu Büro- und Galeriezwecken.

## Bauten
Das Hauptzollamt ist ein unregelmäßiger Dreiflügelbau mit zur Straße gewandtem Innenhof. Die beiden Kopfbauten sind durch einen 130 Meter langen dreigeschossigen Walmdachbau mit Zwerchhäusern verbunden.
Der nördliche, zum Hafen hin gewandte Kopfbau war Amtsgebäude. Das repräsentative, viergeschossige Haus hat ein Mansardwalmdach und einen Dachreiter mit großen Uhren. An den zur Straße hin ausgerichteten Ecken befinden sich baugleiche, runde Ecktürme mit Haubendächern. Das symmetrische Bauwerk hat eine Putzfassade mit Sandsteingliederungen. Schauseite und Türme sind reich an Dekor. Ein großes Wappen des Bayerischen Königreichs am Zwerchhaus kennzeichnet das Bauwerk als ehemaliges Amtsgebäude. Der Schriftzug „Hauptzollamt“ am Haupteingang wurde mit „Ehem.“ ergänzt. 
Der südliche, zur Stadt hin gewandte Kopfbau mit Walmdach beherbergte ursprünglich die Dienstwohnungen der Beamten. Er hat vier bzw. drei Stockwerke und einen quadratischen Eckturm mit Dachreiter. Der Eingangsbereich wird mit Kalksteinsäulen und einer Fachwerkgaube hervorgehoben.
Baustil ist ein barockisierender Jugendstil. Die Gebäude sind mit „1903–1907“ bezeichnet und stehen unter Denkmalschutz. Ihre Substanz blieb äußerlich unverändert und wurde behutsam saniert. Dem Amtsgebäude wurde eine moderne, stählerne Wendeltreppe als Rettungsweg hinzugefügt.

## Stolpersteine

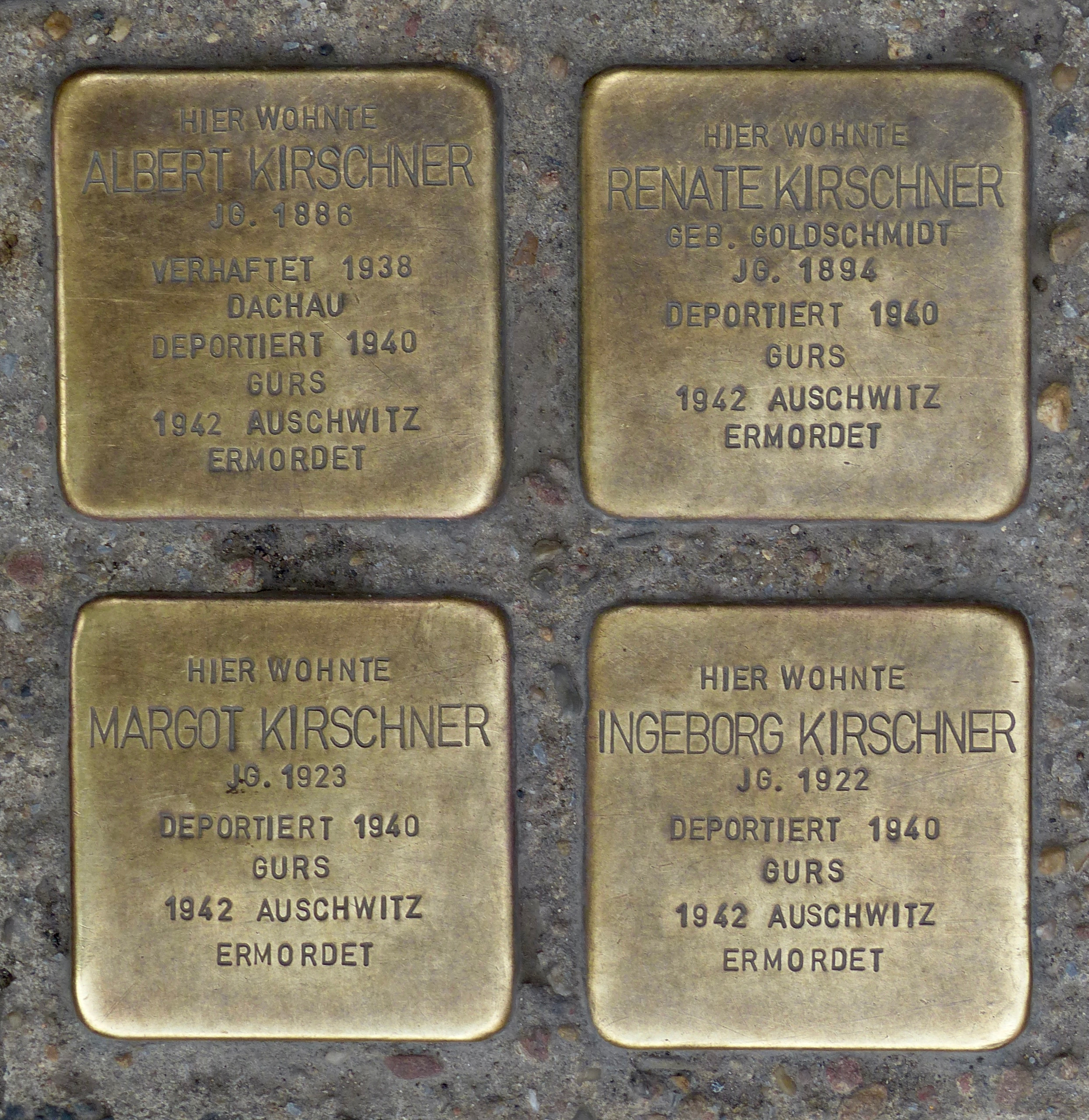
Stolpersteine für die Familie des Zollfinanzrats Kirschner

Vor dem Wohngebäude sind vier Stolpersteine für die Familie des Zollfinanzrats Albert Kirschner verlegt. Eine Tafel erläutert den Sachverhalt. Kirschner wurde 1935 als Jude aus Amt und Dienstwohnung gejagt; bereits 1938 wurde er verhaftet und kam in das KZ Dachau. Die Familie ging nach Baden-Baden, wo sie 1940 Opfer der Wagner-Bürckel-Aktion wurde. Über das Lager Gurs kam sie 1942 in das Vernichtungslager Auschwitz-Birkenau und wurde dort ermordet. Nur das jüngste Kind entging diesem Schicksal.
- Albert Kirschner, Zollfinanzrat, 1886–1942
- Renate Kirschner, geb. Goldschmidt, 1894–1942
- Ingeborg Kirschner, 1922–1942
- Margot Kirschner, 1923–1942.

## Weitere denkmalgeschützte Werke des Architekten in Würzburg
- Ehemaliger Sitz der Staatlichen Bauämter, 1900 im Stil der Neorenaissance errichtet, Sanderstraße 20[5]
- Kulturspeicher, 1904 im Stil des reduzierten Historismus errichtet, Oskar-Laredo-Platz 1.[6]